# Frente Patriótica Ruainga
A Frente Patriótica Ruainga foi uma organização política sediada em Cox's Bazar, Bangladexe. A organização tinha um exército insurgente pequeno e mal armado de 70 combatentes, ativos ao longo da fronteira Bangladesh-Mianmar e no norte de Arracão, Birmânia (atual Estado de Raquine, Mianmar). O objetivo da Frente Patriótica Ruainga era criar uma zona muçulmana autônoma para o povo ruainga (rohingya).
Muhammad Jafar Habib, um graduado da Universidade de Rangoon e natural da cidade de Buthidaung, foi o líder da Frente Patriótica Ruainga. Ele foi anteriormente o secretário do Partido de Libertação Ruainga (PLR).

## História
Em 26 de abril de 1964, a Frente de Independência Ruainga (FIR) foi estabelecida com o objetivo de criar uma zona muçulmana autônoma para o povo ruainga. O nome do grupo seria alterado para Exército da Independência Ruainga (EIR) em 1969 e, em seguida, para Frente Patriótica Ruainga (FPR) em 12 de setembro de 1973. Em junho de 1974, a Frente Patriótica Ruainga foi reorganizada com Muhammad Jafar Habib como presidente autoproclamado, Nurul Islam, um advogado graduado em Rangoon, como vice-presidente, e Muhammad Yunus, um médico, como secretário-geral.
Em 6 de fevereiro de 1978, a junta militar socialista do General Ne Win iniciou a Operação Nagamin (Operação Rei Dragão) no norte de Arracão (Estado de Rakhine), um dos objetivos era capturar os membros da Frente Patriótica Ruainga. A operação criou desentendimentos dentro da Frente Patriótica Ruainga, fazendo com que a organização se dividisse em várias facções, muitas das quais se fundiriam mais tarde para se tornar a Organização de Solidariedade Ruainga (OSR) em 1982. Em 1986, a Frente Patriótica Ruainga se fundiu com uma facção da Organização de Solidariedade Ruainga liderada pelo ex-vice-presidente da Frente Patriótica Ruainga, Nurul Islam, e se tornou a Frente Islâmica dos Ruaingas de Arracão (FIRA).